# San Mamés Stadion (1913)
Az Estadio San Mamés, becenéven La Catedral (A katedrális) spanyolországi labdarúgó-stadion volt Bizkaia tartományban, Bilbao városában. 1913-as megnyitása és 2013-as lebontása között, 1952-ben és 1982-ben került sor felújításra. Az Athletic Club volt tulajdonosa, kezelője is egyben, valamint bérelte a baszk labdarúgó-válogatott is. 40 000 fő befogadására volt képes a létesítmény.
Az utolsó idény, melyben a csapat ebben a stadionban játszotta hazai mérkőzéseit, a 2012–2013-as volt, 2013 őszén megnyitotta új stadionját, a San Mamés Barriát, melyet 160 millió euró körüli összegből építettek és több, mint 50 ezer néző befogadására alkalmas.

## Fordítás
Ez a szócikk részben vagy egészben  a   San Mamés Stadium (1913) című angol Wikipédia-szócikk fordításán alapul.  Az eredeti cikk szerkesztőit annak laptörténete sorolja fel. Ez a jelzés csupán a megfogalmazás eredetét és a szerzői jogokat jelzi, nem szolgál a cikkben szereplő információk forrásmegjelöléseként.